# Hebenstretia cordata
Hebenstretia cordata là một loài thực vật có hoa trong họ Huyền sâm. Loài này được L. mô tả khoa học đầu tiên.